# Ту-14
Ту-14 (за кодифікацією НАТО: Bosun) — радянський реактивний бомбардувальник-торпедоносець.

## Історія створення
Робота над створенням Ту-14 (початково, проєкт «73») була розпочата в ДКБ Туполєва в січні 1947 року.
До кінця грудня того ж року дослідний зразок вже виконав перший політ.
На цьому літаку вперше у світі було встановлено три турбореактивні двигуни — два основних (Nene-1) та один допоміжний (Dervent-V).
Двигуни були вироблені у Великій Британії фірмою «Роллс-Ройс». Трохи пізніше, радянська промисловість опанувала на основі згаданих англійських двигунів випуск аналогічних силових установок — РД-45 та РД-500.
Таким, чином, наступна дослідна модифікація Ту-14 (літак «78») комплектувалася вже радянськими двигунами. Результати державних випробувань цих модифікацій літака виявилися не дуже успішними й ДКБ Туполєва приступило до подальшої модернізації проєкту.
В ході робіт над Ту-14 було прийнято рішення про зняття третього допоміжного двигуна (на його місці була обладнана ще одна гермокабіна) і заміну основних двигунів новими — ВК-1, розробленими в КБ В. Я. Климова. До початку 1951 року завершилися державні випробування нової машини, які були, в цілому, успішними й літак був прийнятий на озброєння.
Цікаво, що розробка Ту-14 йшла в умовах жорсткої конкуренції з ДКБ Іллюшина, що спроєктував в той час на громадських засадах літак Іл-28, що перевершував Ту-14 за деякими своїми характеристиками. Підсумком цього, оброслого інтригами, протистояння стало прийняття на озброєння обох літаків. Втім, «сухопутна» авіація від нього відмовилася на користь Іл-28, і машина літала тільки у «моряків», як базовий торпедоносець і розвідник. Побудовано всього 89 серійних літаків на заводі № 39.
Експлуатувалися літаки Ту-14 аж до 1957 року, коли було прийнято рішення про переведення їх до резерву. Однак двигун ВК-1 виявився затребуваним ще не одне десятиліття, але вже для наземного використання. За допомогою ВК-1 аеродромні служби обдували смугу, застосовували для видалення льоду з ЗПС і рульових доріжок. У теперішній час цей авіадвигун ще можна зустріти в деяких аеропортах Росії.

## Конструкція
Літак Ту-14Т має фюзеляж типу напівмонокок, з двома гермокабінами для екіпажа й устаткування. Крила — трапецієподібні, кесонної конструкції, оснащені чотирисекційними злітно-посадковими щитками. Шасі триточкові з відкидними назад по польоту колесами та додатковою хвостовою запобіжною опорою.
Для зменшення відстані посадкового пробігу літак обладнаний стрічковим гальмівним парашутом.
Двигун ВК-1 є подальшою модернізацією розробленого на основі англійських силових установок двигуна РД-45Ф. ВК-1 — перший радянський крупносерійним турбореактивний двигун, що випускався заводом «Салют». По конструкції ВК-1 являє собою одновальний турбореактивний двигун з одноступінчатим відцентровим двостороннім компресором, дев'ятьма індивідуальними трубчастими камерами згоряння й одноступінчатою турбіною.
Літак Ту-14 має розвинену і надзвичайно енергоємну протиобмерзальну систему, апаратуру для посадки за приладами, систему розпізнання, порівняно потужний для свого часу комплекс пілотажно-навігаційного обладнання.
Для аварійного покидання літака передбачені крісла екіпажа, що катапультуються. Причому льотчик катапультувався вгору, а штурман і стрілець-радист — вниз.

## Модифікації
- Ту-14 «73» — перший дослідний літак з трьома ТРД виробництва фірми «Роллс-Ройс»;
- Ту-14 «73Р» («74») — розвідувальна модифікація літака проєкту «73»;
- Ту-14 «78» — модифікація проєкту «73», оснащена трьома ТРД радянського виробництва;
- Ту-14Т («81») — бомбардувальник-торпедоносець (основна що пішла в серію модифікація), оснащувався двома двигунами ВК-1;
- Ту-14Р («89») — розвідувальний літак.